# Norrlands Guld

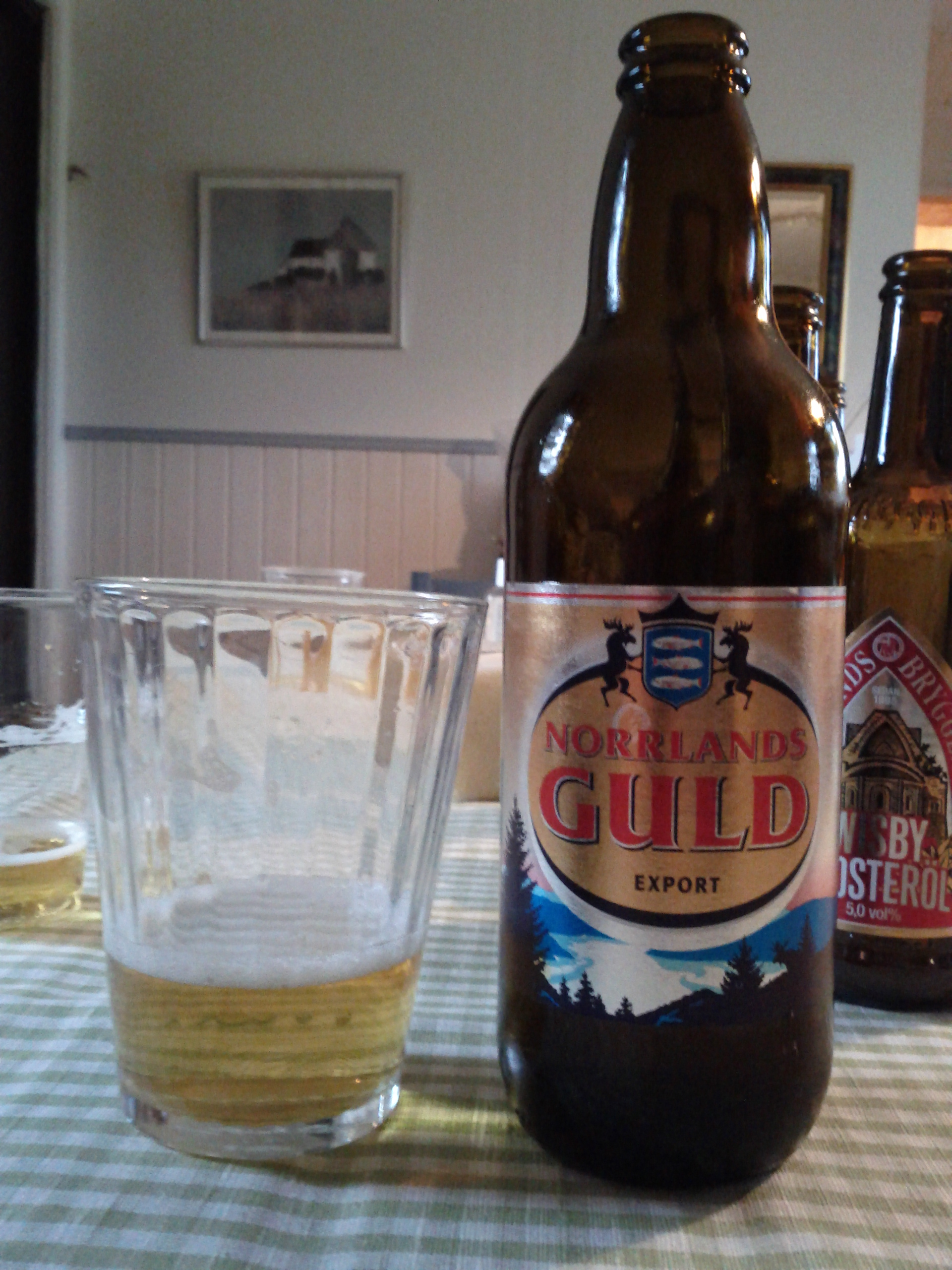
Norrlands Guld

Norrlands Guld — шведская марка пива дортмундского типа. Владеет маркой пивоваренная компания Spendrups.
Пиво было представлено в 1965 году пивоварней в Соллефтео под маркой Norrlands Öl (Северное пиво). Своё нынешнее название получило в 1976 году в пивоварне Ворбю, которая приобрела пивоварню Соллефтео. В 1989 году пивоварня Ворбю была куплена пивоварней Спендрупс, которая и управляет торговой маркой по сегодняшний день.
В начале 1990-х годов на рынке присутствовало пиво средней крепости под маркой Norrlands Silver (Серебро Севера). В 1995 году была предпринята неудачная попытка выпустить на рынок пиво высокой крепости под названием Norrlands Dynamite (Северный динамит). Однако Алкогольная инспекция опротестовала попытку, найдя название неподходящим.
В 2005 году был выпущен безалкогольный вариант пива с содержанием алкоголя 0,5 %. Доступен даже несовершеннолетним, поскольку считается безалкогольным.

## Реклама
Norrlands Guld стало известно благодаря рекламной кампании, тема которой «стать самим собой хотя бы на минуту».

## Этикетка
Мотив этикетки — зеркальное отражение бескрайнего Норрланда. Наверху — герб Онгерманланда (3 лосося).
С недавнего времени имеется температурный индикатор: изображение белого лося, которое синеет, когда пиво остывает до нужной температуры.